# Semnosoma villarica
Semnosoma villarica är en mångfotingart som först beskrevs av Chamberlin 1957.  Semnosoma villarica ingår i släktet Semnosoma och familjen Dalodesmidae. Inga underarter finns listade i Catalogue of Life.